# Tsjinvali
Tsjinvali, Tsjinval o Chreba (/t͡sxinˈvali/ⓘ Tskhinvali o Чъреба, en georgiano: ცხინვალი; en osetio: Цхинвал) es la capital de la república de Osetia del Sur, una región independiente de facto de Georgia. De 1934 a 1961, la ciudad fue llamada Staliniri, en homenaje a Iósif Stalin. Los osetios llaman a la ciudad sin la i final, que es un caso nominativo en georgiano. 
Tsjinval está localizada en el río Gran Liajvi aproximadamente a 100 km al noroeste de la capital georgiana Tiflis (Tbilisi). Es esencialmente un centro industrial, con procesadoras de madera y plantas manufactureras.

## Población
La Gran Enciclopedia Soviética de 1972 cita oficialmente que las etnias que pueblan la ciudad son de un 66% de osetios y un 28% de georgianos. Encuestas del siglo XIX citan muy pocos o ningún ciudadano osetio, y dicen que la ciudad estaba poblada sobre todo por judíos y armenios.

## Situación actual

### Conflicto en 1991-1992

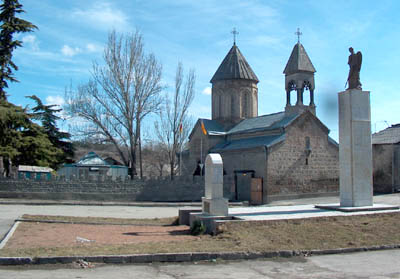
Monumento a las víctimas del conflicto con Georgia en Tsjinval

Durante el conflicto con Georgia entre 1991 y 1992, la ciudad resultó destruida a causa de las luchas entre los osetios, el gobierno georgiano y fuerzas voluntarias. Durante más de una década fue generalmente pacífica, aunque significativamente empobrecida en ausencia de un acuerdo político permanente entre ambos lados.

### Guerra con Georgia en 2008
En agosto de 2008 Tsjinvali fue blanco de tiroteos nocturnos por parte de francotiradores georgianos. Parte de la población tuvo que ser evacuada.
El 8 de agosto de 2008 la ciudad fue atacada por las fuerzas armadas de Georgia. Al menos 1.492 habitantes perdieron la vida, según el Comité de Prensa e Información suroseta, aunque el gobierno georgiano niega esta cifra. Algunas zonas de la ciudad se mantuvieron bajo el control de Georgia durante algunas horas, pero las tropas rusas, que llegaron para apoyar a las fuerzas de paz de Rusia, consiguieron controlar la capital completamente. Gran parte de Tsjinval fue arrasada, incluido el único hospital de la ciudad.
Anatoli Nogovitsin, subjefe del Estado Mayor del Ejército ruso, concluyó que la ciudad "dejó de existir". Nogovitsin comparó la destrucción de Tsjinvali con acontecimientos de la Segunda Guerra Mundial cuando fue destruida la ciudad rusa de Stalingrado.
El 21 de agosto la orquesta del Teatro Mariinski, dirigida por Valeri Gérgiev, un reconocido maestro de procedencia oseta, ofreció un concierto-réquiem en la Plaza Central de Tsjinval, en frente del edificio del parlamento de Osetia del Sur en ruinas.